# غرانت ليندسي
غرانت ليندسي (25 أغسطس 1979 في أستراليا - ) (بالإنجليزية: Grant Lindsay)‏ هو لاعب كريكت أسترالي. لعب مع فريق فكتوريا للكريكت.

## وصلات خارجية
- غرانت ليندسي على موقع إي آس بي آن كريك إنفو (الإنجليزية)